# 库珀镇
庫珀鎮（英語：Coopers Town）是巴哈馬阿巴科群島的一個城鎮。根據人口普查之結果顯示，2010年庫珀鎮總人口數為676人。
1870年代，來自大巴哈馬島的阿爾伯特·布特爾家族在此定居。庫珀鎮早期的產業包括種植鳳梨和海綿之採收，但這兩個產業在上個世紀皆在萎縮。造成上述兩個產業萎縮的主要原因是庫珀鎮缺乏天然港。
庫珀鎮的著名居民包括前巴哈馬總理休伯特·英格拉漢姆以及短跑運動員薩維斯·哈特。